# Pflanzenrechte
Als Pflanzenrechte werden subjektive Rechte für einzelne Pflanzen verstanden, analog zu Menschenrechten und Tierrechten. Sie sind vom Pflanzenschutzrecht zu unterscheiden. Als Forderung werden Pflanzenrechte gelegentlich in der Ethik erwogen.
Die Erweiterung des Rechtsbegriffs auf Pflanzen als Rechtssubjekte sind Bestandteil einiger physiozentrischer Konzepte der Naturethik wie dem Biozentrismus und auch holistischer Konzepte wie dem Ökozentrismus. Christopher D. Stone vergleicht den Rechtsstand von Pflanzen mit Personen ohne Rechtshandlungsfähigkeit, z. B. minderjährigen Menschen, und fordert die Vormundschaft durch einen “friend of a natural object” (Christopher D. Stone, deutsch: „Freund eines natürlichen Objekts“). Als Beispiele führt Stone Verbandsklage-Rechte verschiedener Umweltschutzorganisationen – welche Experten und Anwälte ausbilden – an, wie z. B. den Environmental Defense Fund oder Friends of the Earth.
Pflanzenrechte erscheinen fragwürdig, weil Pflanzen in den meisten Kulturen die Kriterien für ein Rechtssubjekt nicht erfüllen.
Pflanzenrechte sind nicht vergleichbar dem als objektives Recht verstandenen Naturschutz oder den Konzepten, der Natur oder Naturerscheinungen eine Würde zuzusprechen.

## Rheinauer Thesen
In den Rheinauer Thesen zu Rechten von Pflanzen forderte 2008 eine Gruppe von Autorenteam und Wissenschaftlern (u. a. Florianne Koechlin, Beat Sitter-Liver, Günter Altner und Jürg Stöcklin) „moralische Bedenken“ im Umgang mit Pflanzen und Tieren. Tatsächlich schrieb diese Gruppe Pflanzen Individualität zu (Zitat: „Auch Pflanzen sind Individuen.“).
In einem ausgedehnten Katalog fordern sie Rechte, die sich allerdings vor allem gegen die gentechnische Veränderung und Patentierung von Pflanzenarten zu kommerziellen Zwecken, insbesondere die Erzeugung von sterilen Pflanzen, richten.